# Katrina Spade

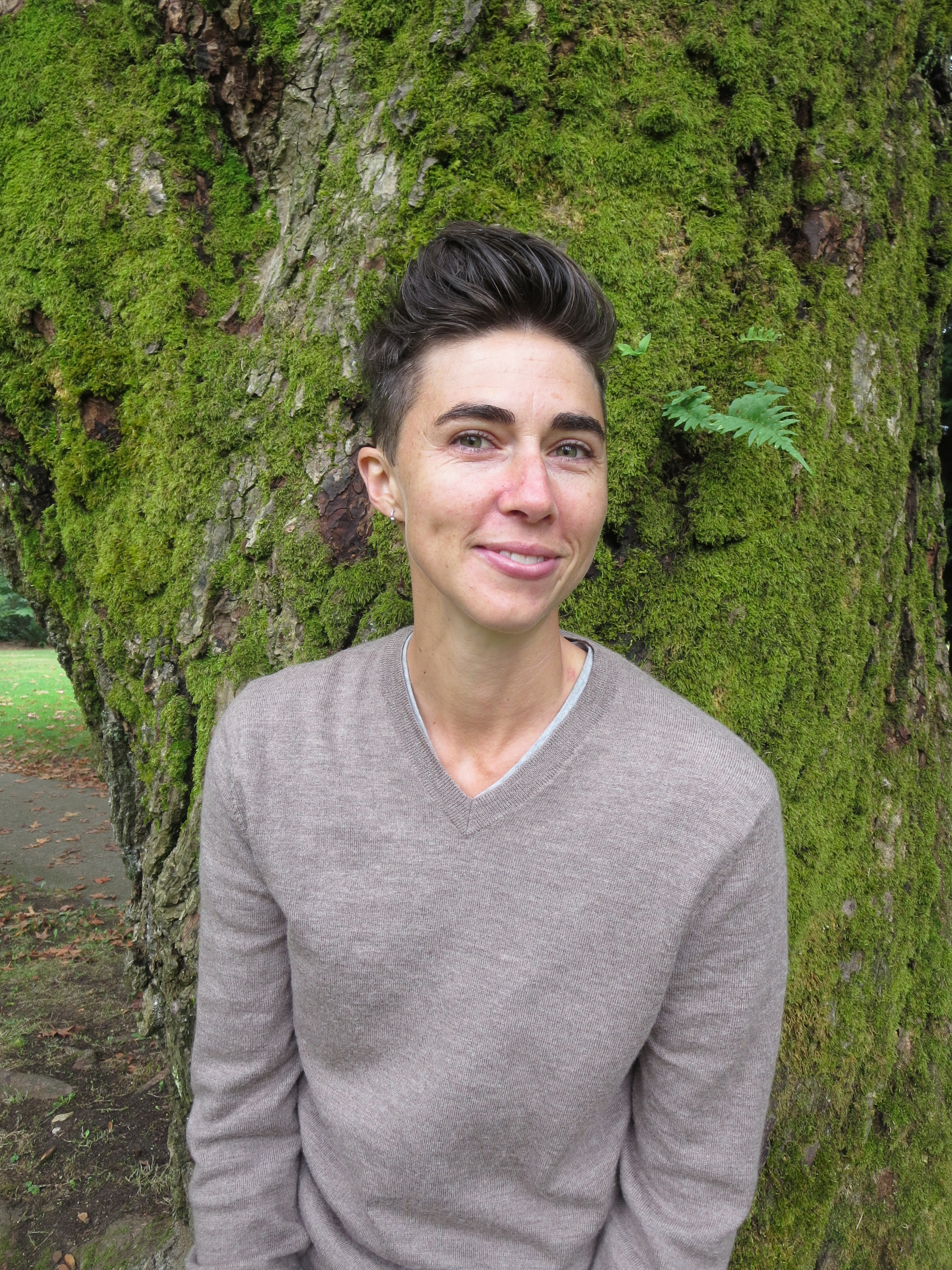
Katrina Spade, 2017

Katrina Mogielnicki Spade es una emprendedora estadounidense dedicada a la industria de servicios fúnebres. Su empresa Recompose se dedica a convertir los cadáveres en abono con un proceso amable con el medio ambiente y se presenta como una alternativa a las opciones funerarias tracidionales.

## Primeros años y formación
Creció en el área rural de New Hampsire, hija de un médico y su ayudante. Sus padres veían la naturaleza de un modo espiritual aunque no eran religiosos. Estudió Bellas Artes en el Harverford College de Pensilvania. Después centró su atención en el diseño sostenible mientras estudiaba en la Yestermorrow Design/Build School en Vermont , donde ayudó a construir un Pain Mound, un sistema de bioenergía inventado por Jean Pain  basado en abono que puede generar calor hasta 18 meses. Cuando estudiaba el máster en Arquitectura en la Universidad de Massachusetts, escribió una tesis llamada "A Place for the Urban Dead", idea por la que recibió la Echoing Green Climate Fellowship en 2014 y la Ashoka Fellowship en 2018.

## Urban Death Project
Spade quería opciones más sostenibles para los restos humanos, barajó varias ideas hasta que llegó a su conocimiento el proceso de conversión de los cadáveces de otros seres vivos en compostaje. Con esta idea en mente fundó el Urban Death Project en 2014 centrado en desarrollar un nuevo proceso llamado recomposición, que convierte los restos humanos en compostaje. En 2018 fundó su propia empresa llamada Recompose.
El gobernador del Estado de Washington ha firmado la SB5001 que supone la legalización de la reducción orgánica de restos humanos en ese estado. La nueva ley tendrá efecto el 1 de mayo de 2020.